# Benjamin Kirsten
Benjamin Benny Kirsten (Riesa, 2 juni 1987) is een Duits profvoetballer die als doelman speelt. Hij is een zoon van voormalig aanvaller en Duits international Ulf Kirsten.

## Loopbaan

### Bayer Leverkusen
Kirsten begon bij Dynamo Dresden maar kwam al snel in de jeugdopleiding van Bayer 04 Leverkusen. Tussen 2006 en begin 2008 maakte hij deel uit van het tweede team dat getraind werd door zijn vader. Hij kwam tot twee optredens in anderhalf jaar tijd voor hij in januari 2008 naar SV Waldhof Mannheim ging waar hij ook reservedoelman werd. 

### Dynamo Dresden
In de zomer van 2008 keerde hij terug bij Dynamo Dresden. De eerste twee seizoenen speelde hij vooral in het tweede team waarmee hij in 2009 zowel de Sachsenliga als de Sachsenpokal won. Na de bekerwinst kwam hij in opspraak omdat hij vuurwerk afgestoken had op het veld. Hij werd voor drie wedstrijden geschorst en kreeg een boete. Vanaf 2011 werd Kirsten basisspeler in het eerste team van Dynamo Dresden. Met zijn club promoveerde hij in 2011 na promotiewedstrijden naar de 2. Bundesliga. In 2014 degradeerde hij weer met zijn club. In 2015 liep zijn contract af.

### N.E.C.
Kirsten tekende op 25 augustus 2015 een contract tot medio 2016 bij N.E.C.. Op 18 oktober 2015 maakte hij zijn debuut voor NEC tegen FC Twente (1-0 verlies). Op 6 december 2015 werd het contract per direct ontbonden vanwege een vertrouwensbreuk. Hij keepte zeven wedstrijden voor N.E.C.

### Lokomotive Leipzig
Kirsten liep in de Verenigde Staten stage bij DC United maar vond hierna geen club. Samen met zijn oude keeperstrainer bij Dresden begon hij een keepersschool. In november 2016 ging hij voor 1. FC Lokomotive Leipzig in de Regionalliga Nordost spelen. In mei 2018 liep hij een zware knieblessure op. Hij kwam hierna niet meer in actie en medio 2020 liep zijn contract af.

## Clubstatistieken
| Seizoen | Club                     | Competitie                 | Competitie | Competitie | Beker | Beker | Overig | Overig | Totaal | Totaal |
| Seizoen | Club                     | Competitie                 | Wed.       | Dlp.       | Wed.  | Dlp.  | Wed.   | Dlp.   | Wed.   | Dlp.   |
| ------- | ------------------------ | -------------------------- | ---------- | ---------- | ----- | ----- | ------ | ------ | ------ | ------ |
| 2006/07 | Bayer 04 Leverkusen II   | Regionalliga Nord          | 2          | 0          | 0     | 0     | 0      | 0      | 2      | 0      |
| 2007/08 | Bayer 04 Leverkusen II   | Oberliga Nordrhein         | 0          | 0          | 0     | 0     | 0      | 0      | 0      | 0      |
| 2007/08 | Waldhof Mannheim         | Oberliga Baden-Württemberg | 0          | 0          | 0     | 0     | 0      | 0      | 0      | 0      |
| 2008/09 | Dynamo Dresden           | 3. Liga                    | 1          | 0          | 0     | 0     | 0      | 0      | 1      | 0      |
| 2009/10 | Dynamo Dresden           | 3. Liga                    | 1          | 0          | 0     | 0     | 0      | 0      | 1      | 0      |
| 2010/11 | Dynamo Dresden           | 3. Liga                    | 17         | 0          | 0     | 0     | 2      | 0      | 19     | 0      |
| 2011/12 | Dynamo Dresden           | 2. Bundesliga              | 13         | 0          | 0     | 0     | 0      | 0      | 13     | 0      |
| 2012/13 | Dynamo Dresden           | 2. Bundesliga              | 33         | 0          | 1     | 0     | 2      | 0      | 36     | 0      |
| 2013/14 | Dynamo Dresden           | 2. Bundesliga              | 28         | 0          | 0     | 0     | 0      | 0      | 0      | 0      |
| 2014/15 | Dynamo Dresden           | 3. Liga                    | 26         | 0          | 2     | 0     | 0      | 0      | 28     | 0      |
| 2015/16 | N.E.C                    | Eredivisie                 | 6          | 0          | 1     | 0     | 0      | 0      | 7      | 0      |
| 2016/17 | 1. FC Lokomotive Leipzig | Regionalliga Nordost       | 11         | 0          | 2     | 0     | 0      | 0      | 13     | 0      |
| 2017/18 | 1. FC Lokomotive Leipzig | Regionalliga Nordost       | 30         | 0          | 1     | 0     | 0      | 0      | 31     | 0      |
| 2018/19 | 1. FC Lokomotive Leipzig | Regionalliga Nordost       | 20         | 0          | 4     | 0     | 0      | 0      | 24     | 0      |
| 2019/20 | 1. FC Lokomotive Leipzig | Regionalliga Nordost       | 0          | 0          | 0     | 0     | 0      | 0      | 0      | 0      |
| Totaal  |                          |                            | 188        | 0          | 11    | 0     | 4      | 0      | 203    | 0      |